# Trận Halle (1813)
Trận Halle là một trận đánh trong chiến dịch mùa xuân của cuộc Chiến tranh Giải phóng Đức, đã diễn ra vào ngày 2 tháng 5 năm 1813, tại Halle trên sông Saale của nước Đức. Trong trận chiến này, một quân đoàn cơ động của quân đội Phổ gồm 4.500 người dưới quyền chỉ huy của viên tướng Friedrich Wilhelm von Bülow đã giành được chiến thắng trước lực lượng trú phòng của quân đội Đế chế Pháp ở Halle, thu được 432 tù binh cùng với 3 khẩu pháo về tay mình.
Trong khi quân đội Pháp dưới quyền Hoàng đế Napoléon I đang nghênh chiến với quân đồng minh Phổ - Nga trên chiến trường Lützen vào ngày 2 tháng 5 năm 1813, tướng von Bülow của Phổ nhận thấy quân Pháp phòng vệ yếu ớt tại Halle. Trước tình hình đó, ông huy động lực lượng của mình tiến công Halle, và giao tranh trên đường phố đã diễn ra khốc liệt trong ngày hôm đó. Cuối cùng, 4 tiểu đoàn Pháp đã bị đánh bật khỏi Halle về Merseburg. Theo một tài liệu ghi nhận, quân Pháp chịu thiệt hại xấp xỉ là 700 người, trong khi quân Phổ mất 8 sĩ quan và 225 binh lính trong trận chiến này.
Tuy nhiên, sau thắng lợi của ông tại Halle Bülow đã nghe được tin đồn về thất bại của quân đội Liên minh thứ sáu do tướng P. K. Wittgenstein tại trận Lützen. Ông đã cử rất nhiều lực lượng tuần tiễu đi thăm dò tình hình của đạo quân dưới quyền Wittgenstein, và cuối cùng, vào ngày 4 tháng 5, lính thám sát của ông đã trở về từ tổng hành dinh của vị tướng Nga và cho ông biết hung tin: Wittgenstein đã bị đánh bại và đang rút quân tới Dresden. Cảm thấy cần phải phòng ngự kinh thành Berlin, vị tướng Phổ cũng ra lệnh triệt binh. Quân Liên minh đã triệt thoái trong trật tự tốt.